# Adel Mechaal
Adel Mechaal (ur. 5 grudnia 1990 w Al-Dżabha) – hiszpański lekkoatleta specjalizujący się w biegach średnich oraz długich.
W 2014 startował na halowych mistrzostwach świata w Sopocie, jednakże bez większego powodzenia, podobnie jak kilka miesięcy później podczas europejskiego czempionatu w Zurychu. Rok później zajął szóste miejsce w halowych mistrzostwach Starego Kontynentu w Pradze, natomiast w mistrzostwach świata w Pekinie zajął dziewiąte miejsce w swoim biegu eliminacyjnym i nie awansował do finału.
Srebrny medalista mistrzostw Europy w Amsterdamie oraz uczestnik igrzysk olimpijskich w Rio de Janeiro (2016), w których nie przebrnął eliminacji w biegach na 1500 i 5000 metrów.
Na początku 2017 został halowym mistrzem Europy z Belgradu, natomiast w tym samym roku zajął czwarte miejsce w mistrzostwach świata w Londynie.
Brązowy medalista halowych mistrzostw Europy w 2021 w Toruniu. Na igrzyskach olimpijskich w 2020 w Tokio zajął 5. miejsce w biegu na 1500 metrów. Zdobył srebrny medal w biegu na 3000 metrów na halowych mistrzostwach Europy w 2021 w Stambule.
Wielokrotny złoty medalista mistrzostw Hiszpanii oraz reprezentant kraju na drużynowych mistrzostwach Europy.

## Osiągnięcia
| Rok  | Impreza                                   | Miejsce        | Konkurencja            | Lokata      | Wynik    |
| ---- | ----------------------------------------- | -------------- | ---------------------- | ----------- | -------- |
| 2013 | Superliga drużynowych mistrzostw Europy   | Gateshead      | bieg na 1500 m         | 5. miejsce  | 3:40,58  |
| 2014 | Halowe mistrzostwa świata                 | Sopot          | bieg na 1500 m         | eliminacje  | 3:41,27  |
| 2014 | IAAF World Relays                         | Nassau         | sztafeta 4 × 1500 m    | 5. miejsce  | 15:00,69 |
| 2014 | Mistrzostwa Europy                        | Zurych         | bieg na 1500 m         | eliminacje  | 3:47,60  |
| 2015 | Halowe mistrzostwa Europy                 | Praga          | bieg na 3000 m         | 6. miejsce  | 7:49,59  |
| 2015 | Mistrzostwa świata w biegach przełajowych | Guiyang        | bieg seniorów          | 68. miejsce | 38:57    |
| 2015 | Superliga drużynowych mistrzostw Europy   | Czeboksary     | bieg na 1500 m         | 6. miejsce  | 3:52,69  |
| 2015 | Mistrzostwa świata                        | Pekin          | bieg na 1500 m         | eliminacje  | 3:46,05  |
| 2015 | Mistrzostwa Europy w biegach przełajowych | Hyères         | bieg seniorów          | 3. miejsce  | 29:51    |
| 2016 | Mistrzostwa Europy                        | Amsterdam      | bieg na 5000 m         | 2. miejsce  | 13:40,85 |
| 2016 | Igrzyska olimpijskie                      | Rio de Janeiro | bieg na 1500 m         | eliminacje  | 3:48,41  |
| 2016 | Igrzyska olimpijskie                      | Rio de Janeiro | bieg na 5000 m         | eliminacje  | 13:34,42 |
| 2016 | Mistrzostwa Europy w biegach przełajowych | Chia           | bieg seniorów          | 8. miejsce  | 28:26    |
| 2017 | Halowe mistrzostwa Europy                 | Belgrad        | bieg na 3000 m         | 1. miejsce  | 8:00,60  |
| 2017 | Mistrzostwa świata w biegach przełajowych | Kampala        | bieg seniorów          | 43. miejsce | 30:40    |
| 2017 | Mistrzostwa świata                        | Londyn         | bieg na 1500 m         | 4. miejsce  | 3:34,71  |
| 2017 | Mistrzostwa Europy w biegach przełajowych | Šamorín        | bieg seniorów          | 2. miejsce  | 29:54    |
| 2017 | Mistrzostwa Europy w biegach przełajowych | Šamorín        | drużyna seniorów       | 2. miejsce  |          |
| 2018 | Halowe mistrzostwa świata                 | Birmingham     | bieg na 3000 m         | 5. miejsce  | 8:16,13  |
| 2018 | Puchar Europy w biegu na 10 000 metrów    | Berlin         | bieg na 10 000 m       | 4. miejsce  | 28:13,78 |
| 2018 | Mistrzostwa Europy                        | Berlin         | bieg na 5000 m         | –           | DNF      |
| 2018 | Mistrzostwa Europy                        | Berlin         | bieg na 10 000 m       | 4. miejsce  | 27:50,56 |
| 2018 | Mistrzostwa Europy w biegach przełajowych | Tilburg        | bieg seniorów          | 8. miejsce  | 29:20    |
| 2019 | Superliga drużynowych mistrzostw Europy   | Bydgoszcz      | bieg na 3000 m         | 1. miejsce  | 8:02,51  |
| 2019 | Mistrzostwa świata                        | Doha           | bieg na 1500 m         | eliminacje  | 3:37,95  |
| 2019 | Mecz Europa – USA                         | Mińsk          | bieg na 3000 m         | 2. miejsce  | 7:57,55  |
| 2020 | Mistrzostwa świata w półmaratonie         | Gdynia         | półmaraton             | 46. miejsce | 1:02:30  |
| 2020 | Mistrzostwa świata w półmaratonie         | Gdynia         | półmaraton (drużynowo) | 8. miejsce  |          |
| 2021 | Halowe mistrzostwa Europy                 | Toruń          | bieg na 3000 m         | 3.miejsce   | 7:49,47  |
| 2021 | Superliga drużynowych mistrzostw Europy   | Chorzów        | bieg na 1500 m         | 3. miejsce  | 8:32,08  |
| 2021 | Igrzyska olimpijskie                      | Tokio          | bieg na 1500 m         | 5. miejsce  | 3:30,77  |
| 2021 | Mistrzostwa Europy w biegach przełajowych | Dublin         | bieg seniorów          | 15. miejsce | 31:12    |
| 2021 | Mistrzostwa Europy w biegach przełajowych | Dublin         | drużyna seniorów       | 2. miejsce  |          |
| 2022 | Halowe mistrzostwa świata                 | Belgrad        | bieg na 3000 m         | 7. miejsce  | 7:43,46  |
| 2022 | Mistrzostwa świata                        | Eugene         | bieg na 5000 m         | eliminacje  | 13:36,48 |
| 2022 | Mistrzostwa Europy                        | Monachium      | bieg na 5000 m         | 14. miejsce | 13:35,92 |
| 2023 | Halowe mistrzostwa Europy                 | Stambuł        | bieg na 3000 m         | 2. miejsce  | 7:41,75  |
| 2023 | Mistrzostwa świata                        | Budapeszt      | bieg na 1500 m         | półfinał    | 3:33,33  |
| 2024 | Halowe mistrzostwa świata                 | Glasgow        | bieg na 1500 m         | 6. miejsce  | 3:37,76  |
| 2024 | Halowe mistrzostwa świata                 | Glasgow        | bieg na 3000 m         | 6. miejsce  | 7:45,67  |
| 2024 | Mistrzostwa Europy                        | Rzym           | bieg na 1500 m         | 5. miejsce  | 3:33,58  |
| 2024 | Mistrzostwa Europy                        | Rzym           | bieg na 5000 m         | 4. miejsce  | 13:22,77 |
| 2024 | Igrzyska olimpijskie                      | Paryż          | bieg na 1500 m         | repasaże    | 3:42,79  |
| 2024 | Igrzyska olimpijskie                      | Paryż          | bieg na 5000 m         | eliminacje  | DNS      |

## Rekordy życiowe
- Bieg na 1500 metrów (stadion) – 3:30,77 (2021)
- Bieg na 1500 metrów (hala) – 3:33,28 (2023) rekord Hiszpanii
- bieg na milę – 3:49,21 (2024)
- Bieg na 3000 metrów (stadion) – 7:35,28 (2017)
- Bieg na 3000 metrów (hala) – 7:30,82 (2022) były rekord Europy
- Bieg na 5000 metrów (stadion) – 13:06,02 (2022)